# Presseux (Libramont-Chevigny)
Pour les articles homonymes, voir Presseux.
Presseux est un hameau de l'Ardenne belge, dans la province de Luxembourg, en Belgique. Administrativement, il fait partie de la commune de Libramont-Chevigny située en Région wallonne. Avant la fusion des communes de 1977, il faisait partie de la commune de Saint-Pierre.
Le hameau est situé à environ 1,5 km à l'est de Libramont et fait partie de la zone urbaine de la ville. On y a noté la présence d'amphibolite. 

## Patrimoine
- Un centre équestre propose notamment des promenades en attelage[1]. Il s'y trouve également un centre de dressage pour chiens.
- La zone d'activités industrielles de Flohimont-Presseux est située entre Presseux, Libramont et Flohimont. Le parc à conteneurs (revalorisation des déchets) est situé au nord-est en direction d’Ourt.
- La ligne de chemin de fer 163 qui reliait Libramont à Bastogne passait par Presseux. Le trafic y est suspendu.